# Luis Antonio de Oviedo y Herrera
Luis Antonio de Oviedo Herrera y Rueda, conde de la Granja (Madrid, 14 de octubre de 1636-Lima, 17 de julio de 1717) fue un poeta y dramaturgo español que radicó en el Virreinato del Perú, especialmente en Lima. Fue el más vigoroso de los poetas participantes de la Academia de Palacio de Lima. Compuso dos libros de poemas de corte piadoso que le dieron fama: Vida de Santa Rosa de Santa María (1712) y el Poema sacro de la pasión (1717). Fue también Caballero de la Orden de Santiago.

## Biografía
Nacido en Madrid, fue hijo del santiaguista Antonio de Oviedo y Herrera y Luisa Ordóñez de Rueda. Su padre fue secretario del rey, furrier mayor de la reina, regidor de Salamanca, procurador a Cortes y vicecanciller de Indias, mientras que su madre fue la segunda esposa del reconocido mecenas Pedro de Arce, montero de Felipe IV.
Estudió en la Universidad de Salamanca, posiblemente la carrera de Derecho; pero se inclinó por la carrera de las armas, y como capitán de una compañía de coraceros, participó en la batalla de las Dunas (o batalla de Dunkerque), durante las guerras de Flandes. Posteriormente, regresó a Madrid a ocupar el cargo de regidor perpetuo de Salamanca que heredó de su padre, y como procurador a Cortes de dicha ciudad participó de la proclamación de Carlos II. En esa época, todavía joven publicó en Madrid su Romance a San Jacinto como parte de un certamen convocado por los dominicos.
En 1667 fue nombrado gobernador de la villa de Potosí e hizo el viaje a América acompañando al también nombrado virrey  del Perú Pedro Antonio Fernández de Castro, conde de Lemos. Ya en suelo peruano, marchó al Alto Perú y se posesionó de su cargo el 28 de marzo de 1668. A su cargo de gobernador, se le sumaron los de corregidor, justicia mayor y teniente general de Potosí y de Chuquisaca. Se dice que su acción gubernamental se caracterizó por su prudencia y bondad, y que supo apaciguar las rivalidades entre los dos célebres bandos que existían en la rica región minera: los vascos o vascongados y los andaluces o vicuñas. Sin embargo, se enfrentó con el virrey con el asunto de la llamada mita minera o el trabajo por turnos que los indios, llamados mitayos, hacían en la minas de plata. El virrey, espantado por los excesivos trabajos a los que eran sometidos los indios, quiso abolir esa práctica, a lo que se opuso Oviedo, que solo quería reformar el sistema, poniéndose así de lado de los acaudalados mineros. El virrey denunció a Oviedo ante la corte real y lo relevó de su cargo.
En su calidad de maestre de campo, se incorporó en la armada que partió del Callao en socorro de Panamá, atacada por el pirata Henry Morgan (1671). Finalizada esta misión, se dedicó a justificar ante la corte su gobierno en Potosí y logró que se le repusiera en dicha función, que por segunda vez ejerció de 1674 a 1680.
En 1673, contrajo matrimonio con la limeña Sinforosa López de Echaburu, con quien tuvo dos hijos: Luis Aniceto y Josefa.
Por entonces fijó su residencia en Lima y sirvió en diversas consultas de importancia a los virreyes, entre ellos el duque de la Palata. El 5 de marzo de 1686 recibió el hábito de la Orden de Santiago, que se le había otorgado en 1663 por su actuación en Flandes. El 20 de febrero de 1690 se le confirió el título de conde de la Granja por su desempeño en Potosí.
En octubre de 1701 fue nombrado corregidor de Huánuco, cargo que ejerció hasta 1705. A partir de entonces ya no hay más noticias de su actividad pública; al parecer, problemas de salud lo mantuvieron recluido en su hogar. Ello no le impidió presentar algunas de sus composiciones poéticas a la Academia de Palacio que dirigía el virrey marqués de Castell-dos-Rius, así como a otros eventos, como al homenaje a la memoria de dicho virrey, fallecido en 1710. Murió en Lima en 1717, a la edad de 81 años y afectado por la ceguera.
Su hijo, el capitán Luis Aniceto, heredó su título de conde de la Granja. Su hija Josefa fue también condesa de la Granja por muerte sin sucesión de su hermano, aunque tampoco ella tuvo heredero, por lo que la rama de los Oviedo y Herrera acabó por extinguirse en el Perú.

## Obras principales

### Poesía
- Vida de Santa Rosa de Santa María (Madrid, 1712), poema en doce cantos de versos endecasílabos, compuesto en homenaje a Santa Rosa de Lima,  el cual posee «alguna maestría y numerosos aciertos descriptivos, al lado de cierta falta de unidad» (Tauro del Pino).[3] Su título y dedicatoria completa es: Vida de Santa Rosa de Santa María natural de Lima, Patrona del Perú. Poema heroico por don Luis Antonio de Oviedo y Herrera, Caballero del Orden de Santiago, Conde de la Granja. Dedicado a la Serenísima Reina de los Ángeles María Santísima, en su Milagrosa Imagen del Rosario que se venera en el Convento Grande de Predicadores de la Ciudad de Lima.[7]
- Poema sacro de la pasión (Lima, 1717), escrita en romance castellano (no siempre acertado) y dividido en siete estaciones. Su título completo es: Poema Sacro de la Pasión de N. S. Jesucristo que en un romance castellano, dividido en siete Estaciones. Escribía Don Luis Antonio de Oviedo y Herrera, Caballero del Orden de Santiago,… etc.[7]

Una poesía suya apareció en el certamen realizado por el solemne recibimiento del virrey Castell-dos-Rius, y que Pedro Peralta y Barnuevo editó bajo el título de Lima triunfante (1708).

### Teatro
Se le atribuyen dos comedias:
- Los sucesos de tres horas (1666), que habría compuesto antes de su llegada al Perú; y
- De un gran yerro, un gran acierto, representada en Lima en 1709 como parte de una velada palaciega celebrando el cumpleaños del rey Felipe V.

## Análisis crítico
Sus dos poemas mayores son la Vida de Santa Rosa de Lima (1711) y el Poema sacro de la pasión (1717). Es notable la gran diferencia de estilos entre ambas obras, que parecería que hubiesen transcurrido mucho años más que los seis años que los separan. Seguramente Vida de Santa Rosa, aunque impresa en 1711, fue escrita muchos años atrás, a raíz de la santificación de Isabel Flores de Oliva, lo que sucedió en 1671; es una obra todavía bajo influencia del gongorismo o culteranismo. Luego, el acceso al trono de España de la dinastía borbónica, trajo consigo la corriente cultural de Francia. La influencia del neoclasicismo francés es ya patente en el Poema Sacro.
La Vida de Santa Rosa no solo es un poema piadoso, sino que contiene notables descripciones de escenarios y relatos de sucesos históricos. Por ejemplo, describe de manera magistral lo que ocurre en Lima durante el ataque del pirata Spilbergen al puerto del Callao, pero que se pone en retirada por obra de la fe de Rosa de Lima, que en esos días (1615) alcanzaba la parte final de su existencia. El conde exalta también lo hispánico con acentos propios de Ercilla:

Cada español, de su coraje armado,
A rendir por si solo el bajel tira;
Nunca se vio en tan pocos castellanos
La muerte más mortal por menos manos.

(Canto X, oct. CXXVII)

La descripción de Lima constituye también una de sus partes más animadas y pintorescas. Así se refiere de los limeños:

No hay a sus hijos Arte o Ciencia extraña
Que no apuren con fácil experiencia,
Tan vivos lo que estudian comprehenden
Que Ingeniosos mejoran lo que aprenden

(Canto I, oct. XXXI)

El Poema Sacro, de menor calidad literaria que la anterior, se inclina más al prosaísmo, siguiendo la nueva modalidad impuesta por la influencia francesa. Obra de vejez, denota la acción de la edad y el consiguiente desánimo. Su introducción o invocación, que recuerda al de la Eneida de Virgilio, es quizás lo más logrado de esta creación:

Yo aquel que, en otro tiempo, con profano
metro, canté por destemplanza vena,
como el cautivo al son de la cadena
al compás de los hierros de mi mano;

Hoy, Dios mío, de aquel verdor ya cano,
mi plectro emplearse en vuestro culto ordena,
ya que por voz de párvulo disuena
vos la templáis aún a lo más arcano.

Para llorar vuestra Pasión sagrada,
mi espíritu inflamad, que en su memoria
no hay cláusula que no suene a lamento:

Y así, mi insuficiencia intente osada
suplir, al describir tan triste historia,
con el fervor la falta de talento.